# Kamenná Horka (Krásná Lípa)
Kamenná Horka (deutsch Steinhübel) ist ein Ortsteil der tschechischen Stadt Krásná Lípa (deutsch Schönlinde) im Okres Děčín der Region Ústecký kraj.

## Geographische Lage
Der Ort liegt circa zwei Kilometer westlich von Krásná Lípa im Böhmischen Niederland in einer Höhenlage von 499 m. Von der Aussicht am Rande der Siedlung bietet sich ein Blick auf Schönlinde und Umgebung sowie auf die Wälder der hinteren Böhmischen Schweiz, den Tanzplan (Tanečnice), Wolfsberg (Vlčí hora) und den Hohen Schneeberg (Děčínský Sněžník).
Der Ortsteil Kamenná Horka ist Teil des Katastralbezirkes Krásný Buk.

## Weblinks

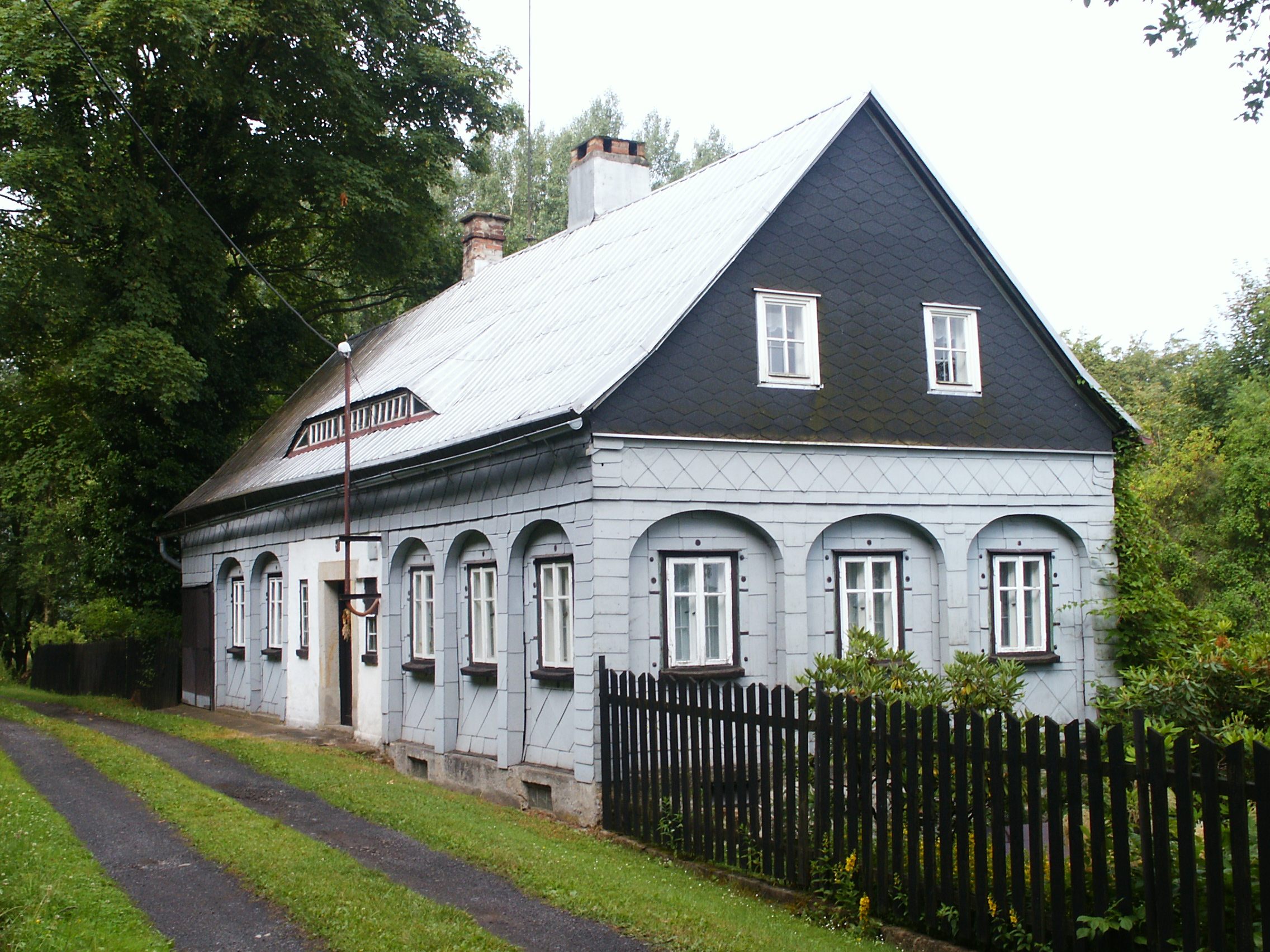
Umgebindehaus in Steinhübel

## Sehenswürdigkeiten
- Umgebindehäuser